# Ямамото, Эйити
Эйити Ямамото (яп. 山本 暎一 Ямамото Эйити, 22 ноября 1940 — 7 сентября 2021) — японский кинорежиссёр и сценарист аниме. Он известен как режиссёр серии фильмов «Анимерама», которую задумал Осаму Тэдзука как фильмы для взрослой аудитории. Особенным почтением пользуется фильм 1973 года «Печальная Беладонна», который Ямато создал в особой авторской манере. Фильм был представлен на 23-м Берлинском международном кинофестивале. Помимо работы в кино, Ямамото был сценаристом аниме-телесериала «Космический линкор Ямато» и написал сценарий для полнометражного мультипликационного фильма 1977 года по вселенной.

## Биография
Родился в Киото, откуда отец перевёз семью к родителям жены, на остров Сёдо, из-за начавшихся военных действий. Ямамото заинтересовался профессией аниматора, ещё будучи школьником, поэтому, получив аттестат, устроился работать помощником на студию Otogi Pro, которой руководил мангака и режиссёр Рюити Ёкояма. В 1960 году Ямамото встретился с Осаму Тэдзукой и покинул Otogi Pro. В 1961 году он стал одним из основателей студии Mushi Production. Здесь он проработал до 1973 года, когда студия начала испытывать финансовые трудности и обанкротилась.
В 1989 году Ямамото выпустил автобиографию «Восход и падение MushiPro: Юность аниме» (яп. 虫プロ興亡記: 安仁明太の青春), в которой он описал историю студии Mushi в период, когда он там работал. Данная автобиография считается слегка приукрашенной версией реального положения вещей.
Эйити Ямамото скончался 7 сентября 2021 года от сердечной недостаточности. Национальная газета «Асахи симбун» в некрологе ошибочно указала, что на момент смерти режиссёру исполнилось 88 лет.

## Избранная фильмография
| Год         | Фильм                                     | Роль                              | Комментарий                                                                                   |
| ----------- | ----------------------------------------- | --------------------------------- | --------------------------------------------------------------------------------------------- |
| 1962        | История одной улицы                       | Режиссёр                          | Антивоенный и антитоталитарный короткометражный фильм, первая работа студии Mushi Productions |
| 1964        | Astro Boy                                 | Режиссёр, сценарист               |                                                                                               |
| 1966        | Кимба — белый лев                         | Режиссёр, сценарист, продюсер     |                                                                                               |
| 1969        | Сказки 1000 и 1 ночи                      | Режиссёр                          |                                                                                               |
| 1970        | Клеопатра                                 | Режиссёр                          |                                                                                               |
| 1973        | Печальная Беладонна                       | Режиссёр, сценарист               |                                                                                               |
| 1973        | Ванса-кун                                 | Режиссёр                          |                                                                                               |
| 1974 — 1975 | Космический линкор Ямато                  | Режиссёр-постановщик, сценарист   |                                                                                               |
| 1977        | Космический линкор Ямато (фильм, 1977)    | Сценарист                         |                                                                                               |
| 1985        | Один: Космический корабль «Звёздный свет» | Режиссёр, сценарист               |                                                                                               |
| 1991        | Мужчина, несравненный в любовной страсти  | Сценарист                         |                                                                                               |
| 1994        | Ямато 2520                                | Сценарист                         |                                                                                               |
| 2018        | Однорукий                                 | Режиссёр; вместе с Гисабуро Сугии | Короткометражный, экранизация эротического рассказа Ясунари Кавабаты                          |

## Награды
| Год  | Награда                             | Работа                | Результат |
| ---- | ----------------------------------- | --------------------- | --------- |
| 1973 | «Золотой медведь» БМКФ              | «Печальная Беладонна» | Номинант  |
| 1975 | «Гран-при» Кинофестиваль в Авориазе | «Печальная Беладонна» | Номинант  |